# Mlhovina Srdce
Mlhovina Srdce (IC 1805) je emisní mlhovina v souhvězdí Kasiopeji vzdálená od Země 6 150 ly. Mlhovina obsahuje ionizovaný vodík, na jejím okraji se také nachází menší otevřená hvězdokupa známá jako Mellote 15. Název získala
pro podobnost s tvarem lidského srdce na řezu.